# Skogssjön, Uppland
Skogssjön är en våtmark, tidigare sjö i Heby kommun i Uppland och ingår i Tämnaråns huvudavrinningsområde. Sjön har en area på 0,0565 kvadratkilometer och ligger 62 meter över havet. Sjön avvattnas av vattendraget Sågbäcken.

## Delavrinningsområde
Skogssjön ingår i det delavrinningsområde (665748-156637) som SMHI kallar för Mynnar i Tämnarån. Medelhöjden är 77 meter över havet och ytan är 16,46 kvadratkilometer. Det finns inga avrinningsområden uppströms utan avrinningsområdet är högsta punkten. Sågbäcken som avvattnar avrinningsområdet har biflödesordning 2, vilket innebär att vattnet flödar genom totalt 2 vattendrag innan det når havet efter 89 kilometer. Avrinningsområdet består mestadels av skog (84 procent). Avrinningsområdet har 0,15 kvadratkilometer vattenytor vilket ger det en sjöprocent på 0,9 procent.